# Haploscapanes inermis
Haploscapanes inermis är en skalbaggsart som beskrevs av Heinrich Bernward Prell 1911. Haploscapanes inermis ingår i släktet Haploscapanes och familjen Dynastidae. Inga underarter finns listade i Catalogue of Life.